# 伊斯蘭教派

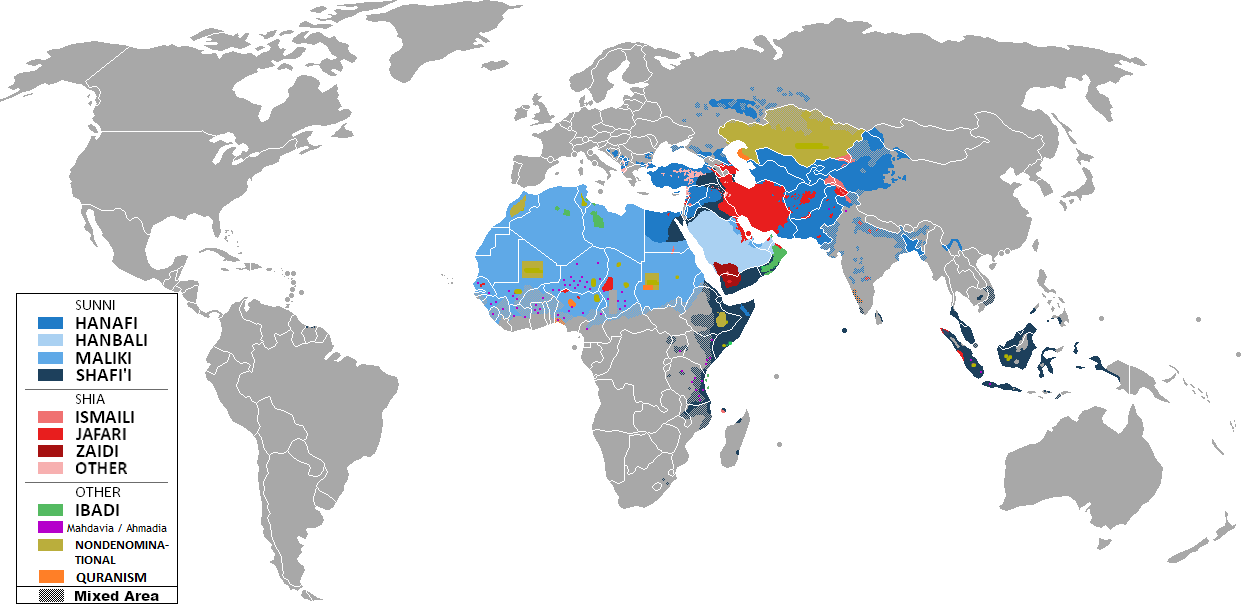
主要教派和教法学派分布

伊斯蘭教派，係伊斯蘭教裏面分出來的各個不同的派系，在穆罕默德建立伊斯蘭教時，原意是以伊斯兰思想为中心统一阿拉伯半岛, 他曾经说过要统一，不要分裂，《古兰经》亦说：「你們當全體堅持真主的繩索，不要分裂」（《古蘭經》3:103）。
穆罕默德歿後，由於沒有指定的繼承人，結果社會上不同的政治勢力都想争做领导人，另外不同伊斯蘭教徒（穆斯林）的社團就有對教義理解、信仰實踐上的分歧，於是在之後的發展期間，不同的團體一直分裂出不同的教派。
为了使这些分裂现象有一个信仰上合理的解释，就传出了穆罕默德說過一条圣训：「猶太人分七十一派，基督徒分七十二派，所以我們要分七十三派。」不过这圣训一直受到质疑，有人說穆罕默德沒說過這話，因为分裂出来的教派根本沒有七十三派那么多。无论如何，在伊斯兰教的历史其实很清楚看到，伊斯兰社团的分裂，对整个伊斯蘭教有极为深远的影响。
伊斯蘭教派中比較主流的是遜尼派與什葉派，遜尼派佔穆斯林世界人口的絕大多數。還有一些人講究神祕主義，是為蘇菲派。

### 書目
- 《伊斯蘭教》 金宜久著 宗教文化出版社 ISBN 7-80123-086-8/G29
- 《伊斯蘭教小辭典》 上海辭書出版社 ISBN 7-5326-2033-6/B78